# Бездомното куче
„Бездомното куче“, срещан като „Бясно куче“ или „Заблуденото куче“ (на японски: 野良犬, по Система на Хепбърн: Nora Inu) е японски пълнометражен игрален филм от 1949 г. на режисьора Акира Куросава, девети в неговата филмография. Сценарият е дело на Рюдзо Кикушима и Куросава, повлиян от криминалните новели на Жорж Сименон. В лентата участват Тоширо Мифуне, Такаши Шимура и Кеико Аваджи. Това е третият продукт на тандема Мифуне, Шимура и Куросава.
Историята се развива в следвоенна Япония. Новобранец от отдел „Убийства“ губи своя пистолет. Заедно с партньора си тръгва по следите на откраднатото оръжие, с което са извършени няколко убийства.
Това е първата продукция на Куросава за студио „Шинтохо“ (преди Бездомното куче режисьорът е работил за Тохо и Даиеи), както и първата му работа за „Асоциация на киноизкуство“ – организация на филмовите дейци, създадена в началото на 1949, с членове редица японски кинотворци, сред които и Куросава.

## Синопсис
Внимание:  Текстът по-долу разкрива сюжета на произведението (или части от него)!
Следвоенен Токио, по време на големите летни жеги. Компактният пистолет „Колт“ на Мураками е откраднат в автобуса. Новобранецът полицай тръгва след крадеца, но го изпуска. Мураками се връща засрамен в отдел „Убийства“. Шефът му лейтенант Накаджима го съветва да не бездейства и потърпевшият се обръща към отдел „Кражби“ и отдел „Улики“. Във второто Мураками намира досието на Огин – жена, която се е возила в автобуса до него.
Новобранецът отива да помоли джебчийката да му върне пистолета. Жената отказва да говори и Мураками е принуден да я следи цял ден. Вечерта Огин се предава и съветва упорития полицай да провери при дилърите на пистолети.
Мураками, преоблечен като скаут, дълго кръстосва престъпните улици на Токио и разпитва за местата, служещи за пазар на крадени оръжия. Накрая едно момче го насочва към кафене „Конга“, където жена с бяло цвете в косите урежда незаконни продажби. Мураками арестува въпросната личност. При нейния разпит полицаят разбира, че е арестувал жената в момент когато е чакала човека, на който е била заела един пистолет „Колт“.
Същата нощ се извършва обир, в който жертвата е простреляна в лакътя. Разследващите вадят куршум от „Колт“. Мураками намира куршум от своето оръжи и моли да го сравнят с този от обира в отдел „Улики“. Белезите на куршумите съвпадат. Полицаят си подава оставка, но Накаджима я отхвърля, вместо това включва Мураками в случая с партньор детектив Сато.
Този път и двамата разпитват заподозряната жена. Сато успява да разположи инатото момиче и тя казва, че е заела пистолета на своя шеф Хонда. Мураками и Сато посещават бейзболен мач – любимата игра на заподозряния. Детективите разпространяват снимката му из присъстващите, които са около 50 000. Мачът върви към своя край, когато Сато се сеща са високоговорителя на стадиона. По него те извикват Хонда и го залавят в коридорите на сградата.
Заловеният води двамата детективи към Шинджиро Юса. Те разпитват сестрата на Юса, която описва брат си объркан и затворен, недоволен от живота. Момчето често обикаля със своя приятел Сей. Мураками и Сато се отбиват при Сей, който работи като пиколо в един хотел. Младежът признава, че е използвал Юса, само за да се добере до приятелката му танцьорката Харуми Намики. Младото момиче твърди пред детективите, че бегло познава Юса, който непрекъснато я следи.
След работния ден Мураками е поканен на гости в дома на Сато. Там те споделят възгледите си за престъпния свят. На другия ден е извършено друго престъпления: убита е младата съпруга на богаташ, докато той е извън града, и са откраднати 50 000 йени. Убийството е извършено с пистолет „Колт“. Остават още пет патрона в оръжието на Юса.
Детективите партньори се отбиват в дома на Харуми, която живее с майка си. Сато намира кибрит в стаята, оставен от Юса, и отива в хотела, от където е уликата. Мураками остава с двете жени. Въпреки съветите на майка си, Харуми отказва да говори отново. През това време Сато проследява следите на Юса, които го довеждат до западнал хотел. От там Сато се обажда на своя партньор, но преди да се свържат, детектива побягва след бягащия престъпник. Полицаят е прострелян.
Мураками дарява кръв в болницата, притеснен за живота на приятеля си. Харуми накрая проговаря и издава, че ще се срещне с Юса, сутринта, в близката железопътна спирка. Мураками наблюдава във фоайето за 28-годишен младеж, левак, в бял костюм, изпоцапан от вчерашния проливен дъжд. Юса, усетил полицая, хуква по релсите. Детективът го догонва. След като изразходва трите си останали патрона, двамата се вкопчват в схватка. Мураками успява да го закопчае.
Сато се възстановява след инцидента. Той дава съвет на своя чувствителен партньор – след всеки свой успешен случай ще става все по равнодушен към престъпниците.

## Актьори и персонажи
| Персонаж                                                                                   | Оригинално име | Изигран от:        |
| ------------------------------------------------------------------------------------------ | --- | ------------------ |
| Горо Мураками                                                                              | 村上刑事 | Тоширо Мифуне      |
|                                                                                            | Млад и чувствителен новобранец от отдел „Убийства“. Много притеснителен и съпричастен към престъпниците, което му пречи на работата. Влиза в полицията, като отговор на кражба, извършена преди години, която го кара да се разочарова от обкръжаващия го свят. Той е противоположност на персонажа на Юса – избрал престъпния свят, като отмъщение към нечестния живот. |                    |
| Сато                                                                                       | 佐藤刑事 | Такаши Шимура      |
|                                                                                            | Старши главен детектив от отдел „Убийства“. Ловък в разпитите и откриването на заподозрени. Добре запознат с психологията на престъпника и неговия свят. Изпълнен с безчувствие към нечестията на света, с които всеки ден се среща. Не се подава на емоции и пристрастия. Отдаден на работата си и мисията да направи света поне малко по-безопасно място.              |                    |
| Харуми Намики                                                                              | 並木ハルミ | Кеико Аваджи       |
|                                                                                            | Невръстна танцьорка в нощен клуб. Разглезена и ината. Обича да манипулира и използва хората. Живее заедно с майка си. Не харесва работата си като танцьорка, заради строгите шефове. Пренебрегва ухажванията на Юса, но го държи момчето близо до себе си, заради скъпите подаръци, които ѝ подарява. Суетна.                                                            |                    |
| Шинджиро Юса                                                                               | 遊佐 | Исао Кимура        |
|                                                                                            | Ветеран от войната, който след службата си претърпява грабеж. Това го прави циничен към живота и той избира престъпния свят. Постепенно Юса се превръща в изнервен, тъжен и мълчалив младеж, който живее като куче. Единственият му „светъл лъч“ е пагубната му страст към Харуми, чието пренебрежение още повече го потиска.                                            |                    |
| Черноборсаджийка                                                                           | ピストル屋のヒモ | Норико Сенгоку     |
|                                                                                            | Посредничка в продажбата на крадени предмети. Придирчива и лукава. Не обича полицаите, но и изпитва страх към тях. |                    |
| Тачибана (Хонда)                                                                           | 本多（拳銃の闇ブローカー） | Реидзабуро Ямамото |
|                                                                                            | Шеф на черната борса. Голям любител на бейзболните мачове. |                    |
| Майка на Харуми                                                                            | ハルミの母 | Еико Мийоши        |
|                                                                                            | Строга жена, която не знае как да контролира дъщеря си. |                    |
| Огин                                                                                       | 受信待ち | Теруко Киши        |
|                                                                                            | Джебчийка, позната на полицията. Има грубо и безпардонно отношение към хората. |                    |
| Стария бъчвар                                                                              | | Еиджиро Тоно       |
| Съпруг на сестрата на Юса. Ненавижда младия престъпник.                                    | |                    |
| Режисьор                                                                                   | レビュー劇場の演出家 | Минору Чиаки       |
| Режисьор на танцовото шоу, в което участва Харуми. Таи неприязнен към разглезеното момиче. | |                    |

## Създаване на филма

### Сценарий и проблеми с правата на животните
След Мълчаливият двубой, който Куросава смята за неразбран от публиката продукт, режисьорът си поставя за цел да направи достъпно за всички зрители произведение. Първо той написва новела, по която след това да създаде сценарий. Големият режисьор отдавна мечтае да направи филм в стила на криминалните новели на Жорж Сименон. Работата по неговата криминална повест му отнема месец и половина, а сценария почти два месеца. Трудностите по време на превръщането на новелата в сценарий, карат Куросава да осмисли същността на сценария в киното. Режисьорът вмъква в кинематографичното повествование някои изразни средства, присъщи за художествения текст.
Сценарият на Бездомното куче започва с кадър на задъхано куче. Куросава вкарва тази сцена, за да подчертае „най-горещият ден от цялото лято“ – част от първото изречение в повестта. Преди това режисьорът има трудности да пресъздаде драматизма в началото на филма.
Задъханото куче създава огромни проблеми на Куросава. Една американка от „Дружеството на защита на животните“ заплашва, че ще даде под съд автора. Обвинява режисьора, че е инжектирал бяс животното, понеже му трябвало бясно куче. Куросава твърди, че е взел един мелез с добродушно изражение от градския кучкарник. Гримирват го, за да придобие по-свиреп вид и сценичните работници карата животното да тича вързано за велосипед, за да се запъхти. Веднага щом изплезва език, започват снимките.
Американката, защитничка на животни, твърди, че изтезанието на животни е присъщо на японските нрави и не отстъпва от обвиненията си. Куросава прибягва към помощта на своя ментор японския режисьор Каджиро Ямамото. Ямамото уверява жената, че авторът на Бездомното куче обича кучетата и никога не би се отнасял по такъв начин към тях. Защитничката обаче продължава със заплахите си и заплашва Куросава, че ще го даде пред съд. Японският кинотворец се измъква от случая, като е принуден да подпише клетвена декларация. Куросава споделя, че това е момента, в който най-много е съжалявал за загубата на Япония от САЩ.

### Снимачен процес
Бездомното куче е съвместна продукция на „Асоциация на киноизкуство“ и „Шинтохо“ и Куросава определя снимачния процес на филма, като един от най-приятните и леки в цялата му кариера като режисьор. Произведението и снимано е в студията на „Оидзуми“, които по това време на неизползваеми; представляват голям двор, на чиято среда е разположена голяма пустееща къща. Екипът я превръща в общежитие и се нанася там.
Филмът се състои от многобройни кратки сцени, заснети на различни места. Малкият павилион многократно се предекорирва набързо. Понякога се снимат по пет-шест сцени на ден. Сценографската група е принудена да подготвя декорите и в нощно време. Главният сценограф Шу Мацуяма, който работи едновременно по три филма, почти не се появява при екипа на Бездомното куче. Работата му се свежда до това да рисува ескизи, а по-голяма част от сценографията е поверена на Йоширо Мураки и неговата помощничка. След снимките двамата се женят.
Куросава възлага допълнителните снимки на своя главен асистент-режисьор Иноширо Хонда. Режисьорът използва във филма почти целия подготвен от Хонда снимачен материал на руините от следвоенен Токио. Поради това Бездомното куче е посочен като най-достоверния продукт на Куросава, разкрил картината на Япония след загубата от войната.
Повечето лица от актьорския екип са познати на японския автор и той няма трудности да се сработи с тях. Единствено проблеми му създава Кеико Аваджи – шестнадесетгодишна танцьорка от една група на „Шочику“. Ролята ѝ на Харуми Намики е първото участие на Аваджи в киното. Куросава определя младото момиче като „глезла“, която насила докарват на снимачната площадка. Тя отказва да се слуша наставленията на режисьора и прави точно обратно на казаното ѝ – когато трябва да се разплаче се разсмива и т.н. С течение на времето обаче капризната танцьорка се сближава с екипа. На тръгване тя се разплаква.
Лентата на Куросава, подобно на другите му произведения, има сцени с дъжд и бури. Авторът споделя за тях, че за заснети с изненадваща лекота. В една от тях: дъждът започва малко преди да се включат пожарните кранове, а в епизод, който по сценарий се развива, докато отвън се вихри буря, екипа успява да заснеме, пригласян от истински тайфун. Куросава успява да приключи снимките на открито, преди урагана да се достигне пълната си сила. Налага му се до промени графика и да ускори темпото на работа.

### Крайна преценка на режисьора
Снимките на Бездомното куче приключват преди уговорения срок. Куросава споделя за направата на тази своя творба, като едно от най-незабравимите му изживявания. Приятната атмосфера на снимачната площадка се отразява и върху успеха на филма. Подобно на предишния си продукт Мълчаливият двубой, японският автор смята, че с Бездомното куче не е постигнал желания резултат. Техниката на лентата е заслонила темата, която не е била добре премислена.